# Bong (condado)
Bong é um dos 15 condado da Libéria, está localizado na porção norte-central do país. Sua capital é a cidade de Gbarnga. Possui área de 8.772 km² e, de acordo com os resultados preliminares do censo de 2008, população de 328.919 habitantes, o terceiro condado mais populoso da Libéria.

## Distritos
O condado de Bong está dividido em 12 distritos (população em 2008):
- Boinsen (8.352)
- Fuamah (27.784)
- Jorquelleh (78.803)
- Kokoyah (3.707)
- Kpaai (25.127)
- Panta (16.326)
- Salala (41.982)
- Sanayea (30.932)
- Suakoko (28.277)
- Tukpahblee (11.767)
- Yeallequellah (36.919)
- Zota (18.943)

## Educação
- Universidade de Cuttington